# Denïs Ten
Denïs Yur'evïç Ten (in kazako Денис Юрьевич Тен?; Almaty, 13 giugno 1993 – Almaty, 19 luglio 2018) è stato un pattinatore artistico su ghiaccio kazako.
Vinse la medaglia di bronzo alle Olimpiadi di Soči 2014, un argento e un bronzo ai Campionati mondiali, l'oro ai Campionati dei Quattro continenti del 2015 e cinque titoli kazaki. Fu il primo pattinatore kazako a salire sul podio dei campionati mondiali, dei Giochi olimpici, dei Campionati dei Quattro continenti e dei Giochi asiatici nel pattinaggio di figura.
Nel 2016 venne preso a modello per il personaggio del pattinatore di figura Kazako Otabek Altin, nell'anime giapponese Yuri!!! on Ice.

## Biografia

### Origini
Denis Ten nacque il 13 giugno 1993 ad Almaty, in Kazakistan, da una famiglia di origine coreana. Nel 2004 si trasferì a Mosca con la madre, mentre il padre e il fratello maggiore, Alexei, rimasero in Kazakistan, e nel 2010 si spostarono nuovamente, trasferendosi in California, Stati Uniti.

### Carriera sportiva
Mosse i primi passi sul ghiaccio approfittando di una pista all'aria aperta nella sua città natale, Almaty, e di una pista all'interno di un centro commerciale. Nel 2003 si recò in Russia per partecipare a una prima competizione tenutasi a Omsk, grazie alla cui vittoria cominciò ad avere primi veri contatti con il mondo del pattinaggio.
Nella stagione 2006-07 raggiunse l'età idonea per partecipare a livello internazionale allo Junior Grand Prix, debuttando alla tappa tenutasi nei Paesi Bassi. Si classificò quattordicesimo dopo il programma corto e settimo dopo il libero, terminando in decima posizione. Nel 2008 atterrò il suo primo triplo Axel in competizione, allo Junior Grand Prix in Francia. Sempre durante la stagione 2008-09, vinse la tappa in Belgio e si qualificò per la finale, diventando il primo pattinatore kazako a vincere una competizione ISU e a partecipare alla finale, in cui si classificò quinto. Nell'occasione eseguì il triplo Axel in combinazione.
Nel febbraio del 2009 fece il suo debutto in categoria senior, partecipando ai Campionati dei Quattro Continenti di Vancouver, all'età di 15 anni. Si classificò nono. Nello stesso anno partecipò ai mondiali junior, arrivando quarto e a soli 0.63 punti dal terzo classificato, e ai mondiali senior, classificandosi ottavo come più giovane pattinatore in gara. Nella stagione 2009-10 prese parte al suo primo grand prix in categoria senior e alle Olimpiadi Invernali, classificandosi undicesimo.

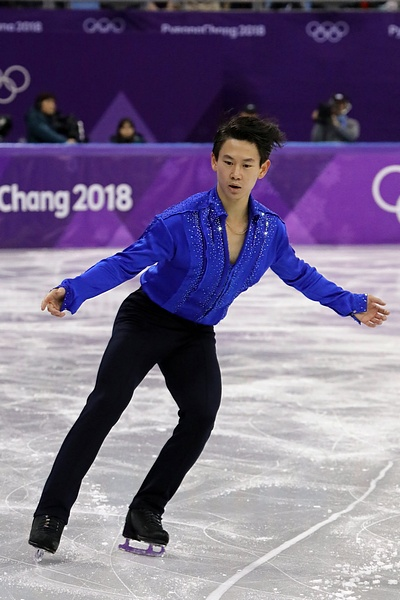
Ten alle Olimpiadi Invernali di Pyeongchang, 2018.

Nel 2011 vinse l'oro ai Giochi Asiatici Invernali, con un primo posto nel corto e un terzo nel libero. Nel 2013 salì per la prima volta sul podio mondiale, classificandosi secondo ai campionati mondiali, dietro al canadese Patrick Chan, grazie al miglior programma libero della giornata. Nello stesso anno cominciò ad organizzare uno show, chiamato "Denis Ten and Friends", che si tenne fino al 2018. Nel 2014, nonostante un inizio di stagione caratterizzato da numerosi infortuni, vinse il bronzo alle Olimpiadi di Soči 2014, rimontando dalla nona alla terza posizione. Vinse inoltre i Campionati dei Quattro Continenti del 2015, migliorando i propri punteggi personali in entrambi i segmenti di gara, e si classificò terzo ai campionati mondiali, dietro al giapponese Yuzuru Hanyu e allo spagnolo Javier Fernandez.
A partire dalla stagione 2015-16 dovette lottare contro numerosi infortuni. Partecipò alle Olimpiadi Invernali del 2018 a seguito di un infortunio alla caviglia, classificandosi così soltanto ventisettesimo.

### Morte
Morì all'età di 25 anni, assassinato nel corso di un tentativo di rapina mentre si trovava a bordo della sua auto, avvenuto il 19 luglio 2018 nella città natale: venne accoltellato da due persone. A rendergli omaggio numerosi pattinatori di tutto il mondo, tra cui i suoi compagni d'allenamento statunitensi Adam Rippon, Gracie Gold, Ashley Wagner e Mirai Nagasu.

## Palmarès

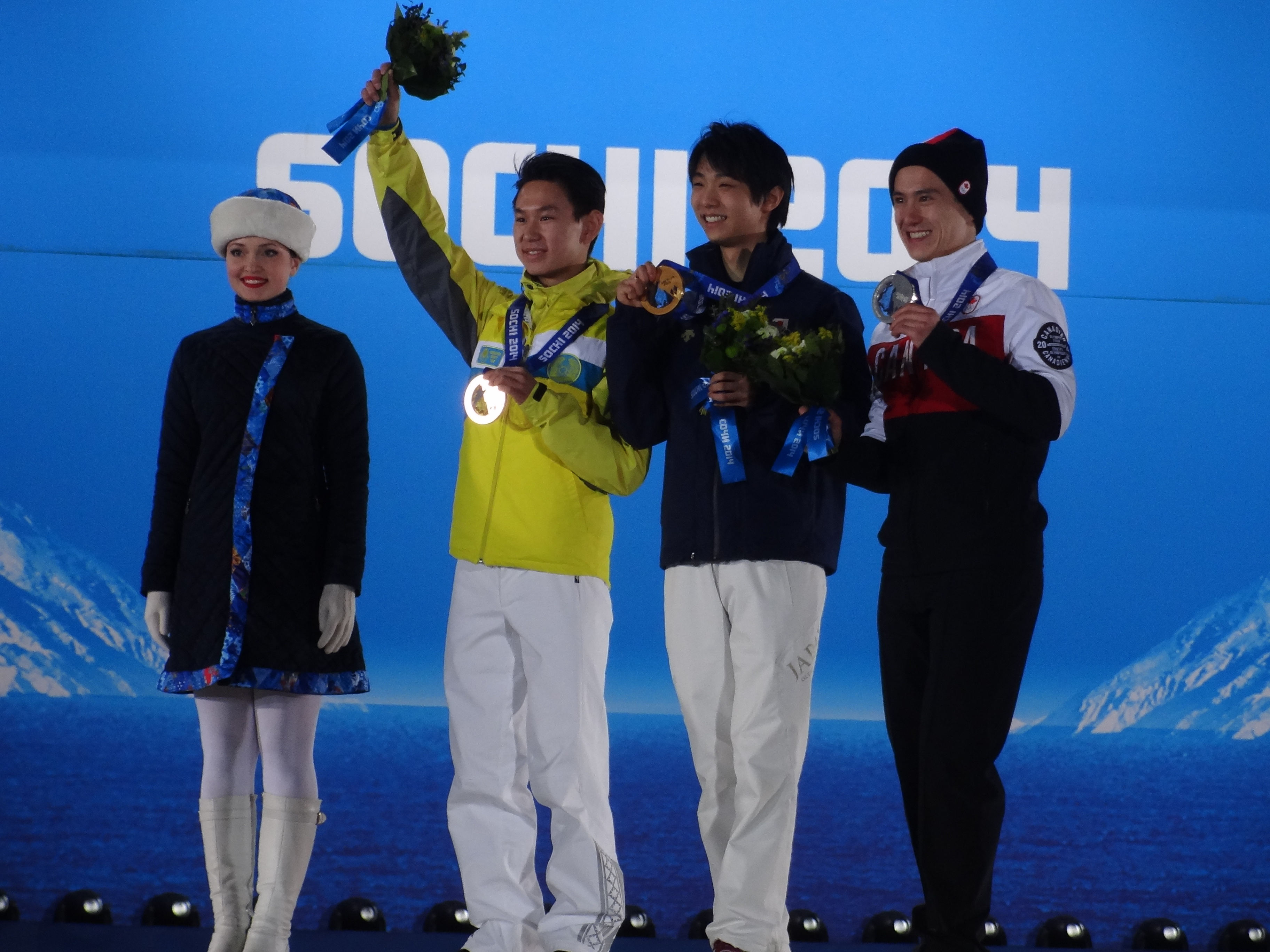
Denis Ten (bronzo) sul podio dei Giochi Olimpici Invernali del 2014, assieme a Patrick Chan (argento) e Yuzuru Hanyu (oro).

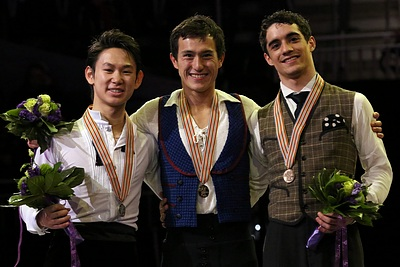
Ten sul podio dei campionati mondiali del 2013 assieme a Patrick Chan e Javier Fernandez.

GP: Grand Prix; CS: Challenger Series; JGP: Junior Grand Prix
| Internazionali | Internazionali | Internazionali | Internazionali | Internazionali | Internazionali | Internazionali | Internazionali | Internazionali | Internazionali | Internazionali | Internazionali | Internazionali | Internazionali | Internazionali | Internazionali |
| Evento | 2004–05        | 2005–06        | 2006–07        | 2007–08        | 2008–09        | 2009–10        | 2010–11        | 2011–12        | 2012–13        | 2013–14        | 2014–15        | 2015–16        | 2016–17        | 2017–18        |                |
| --- | -------------- | -------------- | -------------- | -------------- | -------------- | -------------- | -------------- | -------------- | -------------- | -------------- | -------------- | -------------- | -------------- | -------------- | -------------- |
| Giochi olimpici invernali |                |                |                |                |                | 11°            |                |                |                | 3°             |                |                |                | 27°            |                |
| Campionati mondiali |                |                |                |                | 8°             | 13°            | 14°            | 7°             | 2°             |                | 3°             | 11°            | 16°            | R              |                |
| Campionati dei Quattro continenti |                |                |                |                | 9°             | 10°            |                | 6°             | 12°            | 4°             | 1°             |                |                | 15°            |                |
| GP Cup of China |                |                |                |                |                | 10°            |                |                |                | 4°             |                |                |                |                |                |
| GP NHK Trophy |                |                |                |                |                |                | 12°            |                |                |                |                |                |                |                |                |
| GP Rostelecom Cup |                |                |                |                |                |                |                |                | 9°             |                |                |                |                | 9°             |                |
| GP Skate America |                |                |                |                |                |                | 11°            | 5°             |                | R              | 4°             | 9°             | R              |                |                |
| GP Skate Canada |                |                |                |                |                | 7°             |                | 5°             | 6°             |                |                |                |                |                |                |
| GP Trophée Eric Bompard |                |                |                |                |                |                |                |                |                |                | 3°             | 4°             | 2°             | 8°             |                |
| CS Golden Spin |                |                |                |                |                | 1°             |                | 2°             |                |                | 1°             | 1°             | R              | 4°             |                |
| Giochi asiatici invernali |                |                |                |                |                |                | 1°             |                |                |                |                |                | 10°            |                |                |
| Coupe du Printemps |                |                |                |                |                |                |                |                |                |                |                | 2°             |                |                |                |
| Cup de Nice |                |                |                |                |                |                |                |                |                |                |                |                |                | 5°             |                |
| Ice Challenge |                |                |                |                |                |                |                |                |                | 1°             |                |                |                |                |                |
| Istanbul Cup |                |                |                |                |                |                |                | 1°             |                |                |                |                |                |                |                |
| Merano Cup |                |                |                |                |                |                |                |                |                | 1°             |                |                |                |                |                |
| Nebelhorn Trophy |                |                |                |                |                |                |                | 9°             | 7°             |                |                |                |                |                |                |
| NRW Trophy |                |                |                |                |                | 4°             |                |                |                |                |                | 2°             |                |                |                |
| Universiadi |                |                |                |                |                |                |                |                |                | R              |                |                | 1°             |                |                |
| Volvo Open Cup |                |                |                |                |                |                |                |                | 1°             |                |                |                |                |                |                |
| Internazionali: Junior |                |                |                |                |                |                |                |                |                |                |                |                |                |                |                |
| Campionati mondiali |                |                | 26°            | 16°            | 4°             | 9°             |                | 4°             |                |                |                |                |                |                |                |
| JGP Finale |                |                |                |                | 5°             |                |                |                |                |                |                |                |                |                |                |
| JGP Bielorussia |                |                |                |                | 1°             |                |                |                |                |                |                |                |                |                |                |
| JGP Estonia |                |                |                | 10°            |                |                |                |                |                |                |                |                |                |                |                |
| JGP Francia |                |                |                |                | 4°             |                |                |                |                |                |                |                |                |                |                |
| JGP Paesi Bassi |                |                | 10°            |                |                |                |                |                |                |                |                |                |                |                |                |
| JGP Romania |                |                |                | 6°             |                |                |                |                |                |                |                |                |                |                |                |
| Dragon Trophy |                |                | 1°             |                |                |                |                |                |                |                |                |                |                |                |                |
| Haabersti Cup |                |                | 1°             |                |                |                |                |                |                |                |                |                |                |                |                |
| Hellmut Seibt Memorial |                |                |                | 1°             |                |                |                |                |                |                |                |                |                |                |                |
| NRW Trophy |                |                |                | 1°             |                |                |                |                |                |                |                |                |                |                |                |
| Toruń Cup |                |                |                |                |                |                | 1°             |                |                |                |                |                |                |                |                |
| Nazionali |                |                |                |                |                |                |                |                |                |                |                |                |                |                |                |
| Campionato kazako | 4°             | 1°             | 2°             |                |                | 1°             |                | 1°             | 1°             | 1°             |                |                |                |                |                |
| Eventi a squadre |                |                |                |                |                |                |                |                |                |                |                |                |                |                |                |
| Team Challenge Cup |                |                |                |                |                |                |                |                |                |                |                | 3° S 7° P      |                |                |                |
| J = Junior; R = Ritirato S = Risultato della squadra; P = Risultato personale. Medaglie assegnate solo per il risultato della squadra. |                |                |                |                |                |                |                |                |                |                |                |                |                |                |                |